# Балахов, Сергей Иванович
Сергей Иванович Балахов (1935, Воскресеновка — 1986, Ленинский район, Кустанайская область) — советский водитель и комбайнёр. Герой Социалистического Труда (1967).

## Биография
Сергей Балахов родился в 1935 году в селе Воскресеновка Актюбинской области Казакской АССР (сейчас в Узункольском районе Костанайской области Казахстана).
Начал работать в апреле 1954 года на Волгоградской ГЭС, был мотористом гидроэкспедиции.
В дальнейшем проходил срочную службу в Советской армии. После демобилизации работал шофёром-комбайнёром в совхозе «Новопокровский» в Узункольском районе Кустанайской области. Проявил себя как умелый механизатор и водитель, работая на комбайне СК-3 и грузовом автомобиле ГАЗ-51. Балахов всегда поддерживал машины в отличном состоянии, был дисциплинированным и исполнительным работником, обладавшим технической находчивостью.
Балахов регулярно перевыполнял нормы выработки. В частности, в 1966 году на его счету было 42 612 тоннокилометров при плане в 30 000, 612 килограммов сэкономленного топлива и 2136 тонн перевезённых грузов, 950 тонн хлеба. Кроме того, отличился как комбайнёр: за 28 рабочих дней обмолотил зерновые на площади 592 гектара — более чем в два раза больше плана, собрав более тысячи тонн зерна.
19 апреля 1967 года Указом Президиума Верховного Совета СССР за достигнутые успехи в увеличении производства и заготовок зерна в 1966 году был удостоен звания Героя Социалистического Труда с вручением ордена Ленина и золотой медали «Серп и Молот».
В 1969 году стал членом КПСС.
24 декабря 1976 года повторно награждён орденом Ленина за успехи, достигнутые во Всесоюзном социалистическом соревновании, и проявленную трудовую доблесть при выполнении планов и социалистических обязательств по увеличению производства и продажи государству зерна и других сельскохозяйственных продуктов.
19 февраля 1981 года награждён орденом Октябрьской Революции за успехи, достигнутые в выполнении планов и социалистических обязательств по продаже государству в 1980 году миллиарда пудов зерна и перевыполнении планов десятой пятилетки по производству и закупкам хлеба и других сельскохозяйственных продуктов.
Был депутатом Верховного Совета Казахской ССР. Входил в бюро Ленинского районного комитета КП Казахстана.
Жил в Узункольском районе.
Дата смерти неизвестна.